# Bolarka (rejon korosteński)
Bolarka (ukr. Болярка) – wieś na Ukrainie, w obwodzie żytomierskim, w rejonie korosteńskim. W 2001 roku liczyła 66 mieszkańców.